# Херберт Ото
Херберт Ото (на немски: Herbert Otto) е германски писател на произведения в жанра драма, пътепис и есе.

## Биография и творчество
Херберт Ото е роден на 15 март 1925 г. във Вроцлав, Полша, в семейство на работник и шивачка. След завършване на основното си образование учи търговия във Вроцлав и след това работи като служител в банка.
През 1943 г. става член на NSDAP. В периода 1943 – 1944 г. участва във Втората световна война като войник в състава на Вермахта. Попада в румънски плен, после в съветски, от който е освободен през 1948 г. Учи естетика и философия в Централното антифашистко училище „Антифа“ в Москва и през 1949 г. се завръща в Германия.
В ГДР работи като служител на Дружеството за германско-съветско приятелство, като драматург и като лектор в издателството „Култура и прогрес“. След това живее като писател на свободна практика в Клайнмахнов, по-късно в Потсдам.
Първият му роман „Лъжата“ е издаден през 1956 г. Той е полуавтобиографична история за трансформацията на войник от Вермахта в хода на неговия плен в Съветския съюз. По-късните му произведения разглеждат темите за ежедневието в ГДР. Романът му „Денят на щъркелите“ описва проблемите и конфликтите на младите работници, а романът му „Например...Йозеф“ представя историята на интеграцията на авантюрист и бивш чуждестранен легионер в обществото на ГДР. Романът му „Der Traum vom Elch“ (Мечтата на лоса) включва еротична социална история.
За произведенията си е удостоен с различни награди. Получава наградата „Теодор Фонтане“ през 1956 и 1961 г., наградата на Хайнрих Ман на Академията на изкуствата през 1971 г., Отечествен орден за заслуги през 1977 г., Национална награда на ГДР през 1978 г., и Награда за изкуство на съюза през 1975 и 1985 г.
Хeрберт Ото е член на Съюза на писателите на ГДР, като е член на ръководството и е председател на областната асоциация в Потсдам. От 1987 г. е член на PEN центъра на ГДР, по-късно източногерманския и накрая, след обединението на Германия, на PEN център Германия.
Херберт Ото умира на 24 август 2003 г. в Росток.

## Произведения
- Die Lüge (1956)
Лъжата, Военно издателство (1960), прев. Цветана Калудиева
- Stundenholz und Minarett (1958)
- Minarett und Mangobaum (1960)
- Republik der Leidenschaft (1961) – пътепис от Куба
- Septemberliebe (1961)
- Griechische Hochzeit (1964)
- Zeit der Störche (1966)
Денят на щъркелите, изд.: „Народна младеж“, София (1969), прев. Георги Георгиев
- Zum Beispiel Josef (1970)
Например...Йозеф, изд.: „Народна култура“, София (1973), прев. Тодор Берберов
- Die Sache mit Maria (1976)
- Der Traum vom Elch (1983)
- Das Hundeohr (1997)

### Екранизации
- 1961 Septemberliebe
- 1971 Zeit der Störche
- 1974 Zum Beispiel Josef